# Louise Glück
Louise Elisabeth Glück (pron: [ˈglɪk]; Nova York, 22 d'abril de 1943 - 13 d'octubre de 2023) fou una poeta estatunidenca en llengua anglesa. Va ser la dotzena poeta premiada per la Biblioteca del Congrés dels Estats Units (2003–2004). Va rebre el Premi Nobel de Literatura l'any 2020.
En català ha estat editada per Edicions del Buc, amb traducció de Núria Busquet i Molist.

## Biografia
Glück va néixer en el barri de Queens de la ciutat de Nova York. Va créixer a Long Island. Visqué els darrers anys de la seva vida a Cambridge, Massachusetts.
Es va llicenciar l'any 1961 per la George W. Hewlett High School a la ciutat de Hewlett, Nova York. Posteriorment va assistir al Sarah Lawrence College de Yonkers (Estat de Nova York), i a la Universitat de Colúmbia. L'any 1993 va guanyar el Premi Pulitzer de poesia pel seu poemari The Wild Iris (L'iris salvatge).
Va rebre també el National Book Critics Circle Award per Triumph of Achilles (La victòria de l'Aquiles), el Premi de l'Acadèmia Americana de Poetes per Firstborn (El primogènit), això com diverses beques Guggenheim. Desenvolupà activitats de docència en el departament de llengua anglesa del Williams College a Williamstown, Massachusetts. Paral·lelament, impartí classes a la Universitat Yale i va ser professora convidada a la Universitat Industrial de Santander.

## Obra poètica, premis i beques
Louise Glück és autora d'onze llibres de poesia, entre els quals s'inclouen Averno, The Seven Ages i Vita Nova, pel qual va ser guardonada amb el Premi de Poesia de The New Yorker. També va escriure Meadowlands, The Wild Iris (L'iris salvatge), que va rebre el Premi Pulitzer de poesia i el Premi William Carlos Williams de la Poetry Society of America, i Ararat que va rebre el Premi Nacional de poesia Rebekah Johnson Bobbit. The Triumph of Achiles va rebre, entre d'altres, el National Book Critics Circle Award. The First Four Books és una compilació dels seus primers poemes.
També va publicar una col·lecció d'assajos, Proofs and Theories: Essays on Poetry (1994), que va guanyar el PEN Martha Albrand Award for Nonfiction. L'editorial Sarabande Books va publicar en format de butxaca un nou poemari constituït per sis parts, titulat October. L'any 2001 la Universitat Yale va concedir a Louise Glück el Premi Bollingen de poesia, que concedeix de forma biennal a un poeta destacat. Entre altres guardons i honors s'inclouen el Lannan Literary Award, el Sara Teasdale Memorial Prize, la Medalla al mèrit del MIT i diferents ajudes i beques a la creació d'institucions com la Fundació Guggenheim i la Rockefeller.
L'any 2020 va obtenir el Premi Nobel de Literatura.

### Poesia
- Firstborn (New American Library, 1968)
- The House on Marshland (Ecco Press, 1975)
- The Garden (Antaeus, 1976)
- Descending Figure (Ecco Press, 1980)
- The Triumph of Achilles (Ecco Press, 1985)
- Ararat (Ecco Press, 1990)
- The Wild Iris (Ecco Press, 1992)
- The First Four Books of Poems (Ecco Press, 1995)
- Meadowlands (Ecco Press, 1997)
- Vita Nova (Ecco Press, 1999)
- The Seven Ages (Ecco Press, 2001)
- Averno (Farrar, Straus and Giroux, 2006). Avern. Traducció de Núria Busquet i Molist; pròleg de D. Sam Abrams; discurs de Louise Glück de recepció del Premi Nobel. València: Edicions del Buc-Magnànim, 2021
- Faithful and Virtuous Night (Farrar, Strauss and Giroux, 2014). Nit fidel i virtuosa. Traducció de Núria Busquet i Molist, València: Edicions del Buc, 2017; 2a ed., València: Buc-Magnànim, 2020) ISBN 9788494694509[6]

### Assaig
- Proofs and Theories: Essays on Poetry (Ecco Press, 1994)

## Premis i reconeixements
- 1993 – Premi Pulitzer de poesia per l'obra The Wild Iris (L'iris salvatge).
- 2003–2004 – Poetessa llorejada de la Biblioteca del Congrés dels Estats Units[7]
- 2015 – Medalla Nacional de Humanitats[8]
- 2020 – Premi Tranströmer (2020)[8]

- 2020 – Premi Nobel de Literatura